# 越田直樹
越田 直樹（こしだ なおき、1983年9月3日 - ）は、日本の元男性声優。2012年4月から引退まではマウスプロモーションに所属していた。以前はカレイドスコープ、EARLY WINGに所属していた。

## 人物
- 『つきねこ』で共演する市来光弘と仲が良く、彼を慕っている。他にも、同じ事務所の声優や『つきねこ』のキャストと仲が良い。
- 声域は中低音だが、トークでは高い声で話すこともある。悪役から美青年まで様々な役を演じた。
- 一般作とアダルトゲームで名義を変えない男性声優の一人。
- Twitterにて、2014年3月31日をもって声優業を引退すると同年4月3日に発表した[2]。

## 出演
太字はメインキャラクター。

### テレビアニメ
2006年
- あさっての方向。（お客）
- 史上最強の弟子ケンイチ（2006年 - 2007年、柔道部員、不良、キサラ隊の男、手下、格闘研究会、相手選手、ロキの部下、43号、客の男、観客、偽ロキ、ラグナレク）
- はぴねす!（生徒、不良）

2007年
- AYAKASHI（自警団）
- 神曲奏界ポリフォニカ（オルファン）
- セイント・ビースト〜光陰叙事詩天使譚〜（魔物B、村人A、天使3、悪鬼）
- 逮捕しちゃうぞ フルスロットル（男、少年課職員、係員、鮫島）
- 地球へ…（男子生徒、パイロット）

2008年
- あまつき（佐々木只三郎、侍）
- しおんの王（記者B）
- 地獄少女 三鼎（吉沢マネージャー、講師）
- Mission-E（ガードマン）

2009年
- クイーンズブレイド 玉座を継ぐ者（イルマの兄）
- 乃木坂春香の秘密 ぴゅあれっつぁ♪（若者A）
- FAIRY TAIL（乗務員）
- ミラクル☆トレイン〜大江戸線へようこそ〜（ミスタートレイン）

2010年
- けいおん!!（新郎）
- デュラララ!!（男子生徒）
- 夢色パティシエール（海堂留衣、ミゲール・サンチャゴ）- 2

2011年
- STEINS;GATE（警官）

2012年
- 探検ドリランド（観光客）
- 薄桜鬼 黎明録（浪士）
- ポケットモンスター ベストウイッシュ シーズン2（トレーナー）
- めだかボックス（鳥栖三年生）
- メタルファイト ベイブレード ZEROG（ブレーダーC）

2013年
- AMNESIA（車掌）
- がんばれ!おでんくん（2013年 - 2014年、チャラ男、こんにゃくん、ニセおでんくん、トシキ、サラリーマンA、お客さん）
- PSYCHO-PASS サイコパス（強盗犯）
- サムライフラメンコ（剛力）
- 世界でいちばん強くなりたい!（観客）
- THE UNLIMITED 兵部京介（構成員）
- 断裁分離のクライムエッジ（警備員）
- はいたい七葉（原住民A）
- ポケットモンスター ベストウイッシュ シーズン2 エピソードN（ビアンコ、プラズマ団員）
- マギ The kingdom of magic（2013年 - 2014年、兵士、海賊B、学生B、観客B、試験官、街の人々、生徒、ヒューイ、魔導士A、レーム兵、神官、兵士B）
- みなみけ ただいま

2014年
- Wake Up, Girls!（スタッフ、ファミレス店員）
- Z/X IGNITION（ゼクス、兵士A、天使A、パイロットA）
- のうりん（柿崎）
- ブレイドアンドソウル（野次馬）

### OVA
- くっつきぼし（2010年、斉藤康太）

### ゲーム
2008年
- アヴァロンコード（デュラン、ヴァイゼン帝国騎士）
- D.C. Girl's Symphony 〜ダ・カーポ〜 ガールズシンフォニー（礼津明人）
- ふりフリ（メルルーサ）
- ルクス・ペイン（宇波リョウ）

2009年
- Another Time Another Leaf 鏡の中の探偵（ルイス・シルヴァーストーン）

2010年
- 巨乳魔女（九条院ロミオ）[3]
- さくらビットマップ（南条 実朝）
- 二世の契り（千両）

2011年
- TOKYOヤマノテBOYS HONEY MILK DISC
- TOKYOヤマノテBOYS SUPER MINT DISC
- TOKYOヤマノテBOYS DARK CHERRY DISC
- 二世の契り 想い出の先へ（千両）
- FAIRY TAIL PORTABLE GUILD2（アバター男B）
- ラグナロク 〜光と闇の皇女〜（主人公、ダリウス[4]）

2012年
- 俺の彼女のウラオモテ（上杉司[5]）
- ゲームでも、パパのいうことを聞きなさい!（男）
- 出撃!乙女たちの戦場3〜電撃作戦!戦果はエースの名のもとに〜（ヘルシング・アヴァロン[6]）
- ストリートファイター X 鉄拳（メガマン）
- TOKYOヤマノテBOYS PURE RASPBERRY DISC
- TOKYOヤマノテBOYS BLACK VANILLA DISC
- TOKYOヤマノテBOYS Portable HONEY MILK DISC
- Backstage（ミスターシン）
- マテリアルブレイブ（氷堂 司[7]）
- むりやり!?オトメDAYS（立浪 銀一[8]）

2013年
- アルカナ・ファミリア コレツィオーネ!（ジョルジョ[9]）
- ソードアート・オンライン-インフィニティ・モーメント-(役名表記なし[10])
- Caladrius（グラハム・ガルディアス・バラダン[11]）
- 真・女神転生IV
- TOKYOヤマノテBOYS Portable SUPER MINT DISC
- TOKYOヤマノテBOYS Portable DARK CHERRY DISC

2014年
- アルノサージュ〜生まれいずる星へ祈る詩〜（アヤタネ〈香陵霧浪〉[12]）
- ソードアート・オンライン-ホロウ・フラグメント-(役名表記なし[10])
- Caladrius BLAZE（グラハム・ガルディアス・バラダン[13]）

2017年
- TOKYOヤマノテBOYS for V MAIN DISC
- TOKYOヤマノテBOYS for V FAN DISC

### ラジオ
※はインターネット配信。
- Radio Seagull ルクス・ペイン放送局（2008年、『ルクス・ペイン』公式サイト※）
- つきねこラジオverソワレ→つきねこラジオverソワレ2（2009年 - 2010年→2010年 - 2011年、DNEメディアステーション）

ラジオCD
- ルクス・ペイン 特典サウンドトラック「LUX-SOUND」（2008年3月27日、秘蔵0話を収録）

ラジオドラマ
- Beeマンガ 熱いぞ!猫ヶ谷!!（2010年、伊吹冬斗）
- VOMIC 白雪姫と7人の囚人（阿久津藤丸）

### ドラマCD
- キスとDO-JIN! 〜王子様はカリスマ大手!?〜（長谷川晋壱）
- シュラキ
- キヨショーサテライト ゴールド 第1巻（2007年、安永総次郎）
- アニメイト・コンシェルジュ Voice Section I（2009年、紫乃崎芳人）
- アニメイト・コンシェルジュ MINI Voice Section I 特訓編（2009年、紫乃崎芳人）
- アニメイト・コンシェルジュ MINI Voice Section II 休息編（2009年、紫乃崎芳人）
- つきねこシリーズ（2010年、ガイネ）
  - つきねこ2
  - つきねこ2.5
  - Audio Book イン・ザ・プール

### ナレーション
- スカイパーフェクTV!「シネマアイ」

### その他コンテンツ
- つきねこ ファンディスクvol.1（2009年12月先行発売）

## ディスコグラフィ

### キャラクターソング
| 発売日  | 商品名    | 歌                                     | 楽曲               | 備考               |
| 2010年  | 2010年    | 2010年                                 | 2010年             | 2010年             |
| ------- | --------- | -------------------------------------- | ------------------ | ------------------ |
| 3月17日 | つきねこ2 | ガイネ（越田直樹）                     | 「LIGHT-G」        | 『つきねこ』関連曲 |
| 3月17日 | つきねこ2 | サトシ（市来光弘）、ガイネ（越田直樹） | 「Monday Morning」 | 『つきねこ』関連曲 |